# Falcon Crest
Falcon Crest és una telenovel·la televisiva emesa en hora punta que va estar en antena nou temporades a CBS des del 4 de desembre de 1981 fins al 17 de maig de 1990. Es van produir un total de 227 episodis. La sèrie girava al voltant de les fraccions enfrontades de la rica família Gioberti / Channing a la indústria del vi californiana. Jane Wyman representava a Angela Channing, la dèspota matriarca del celler de Falcon Crest, al costat de Robert Foxworth que representava a Chase Gioberti, el nebot d'Angela que retorna a Falcon Crest després de la mort del seu pare. La sèrie va establir-se a la fictícia vall de Tuscany (modelada després com a Comtat de Napa) al nord-est de San Francisco.

## Creació
La sèrie va ser creada per Earl Hamner, qui anteriorment havia creat El Waltons, el qual havia acabat la seva última temporada el 1981. Hamner va voler crear un drama familiar involucrat en la indústria del vi titulada Els Anys de Verema. Es va produir (però no es va emetre) un episodi pilot, però la CBS va demanar que Hamner fes l'espectacle més al llarg al voltant de les línies de Dallas, que era el major èxit televisiu en aquell temps. El guió va ser reescrit i diversos membres de repartiment van canviar pel que acabaria sent Falcon Crest. La sèrie primer va ser emesa el desembre de 1981, quan la CBS va programar Falcon Crest els divendres a les deu de la nit, just després de Dallas. El duo Dallas-Falcon Crest va resultar lucratiu per la companyia i Falcon Crest va estar al top-20 dels més vistos a l'índex Nielsen durant diversos anys. Ambdues sèries (com Els Waltons) van ser produïts per CBS per la mateixa empresa, Lorimar Produccions.

## Repartiment i personatges
Al centre de l'acció hi ha Angela Channing (Jane Wyman), una corrupta dèspota matriarca que governa les vinyes de Falcon Crest amb mà de ferro. Quan el seu germà Jason Gioberti mor d'una caiguda al celler, el seu fill Chase Gioberti (Robert Foxworth) arriba per reclamar la seva part heretada de Falcon Crest. La rivalitat entre Angela i Chase —a qui Angela veu com un intrús— marca el to al llarg de la sèrie.
Al voltant de l'Àngela es troben les seves filles, Julia (Abby Dalton) i Emma (Margaret Ladd), i el seu net de playboy mandrós, Lance Cumson (Lorenzo Lamas), qui l'ajuda en les seves batalles contra Chase. Julia és l'enòleg en cap, encara que sovint se sent oprimida per la seva mare manipuladora. L'Emma és afable, i no treballa en el negoci familiar, però és emocionalment turbulenta. A la filla de Julia, Lance, li encanten els diners i enyora el poder, però li manca la disciplina i la determinació de l'Àngela. La seva adherència cada vegada més estricta a ell finalment l'envien a treballar al diari del seu avi, el San Francisco Globe. Ajudant a l'Àngela en la seva recerca de poder, apareix el seu advocat Phillip Erikson (Mel Ferrer), qui més tard esdevindrà el seu segon marit.
L'esposa de Chase, Maggie (Susan Sullivan) és una escriptora autònoma que més tard treballarà al diari "The New Globe". El seu fill ja gran Cole (William R. Moses) treballar al celler amb Chase, la filla Vickie (Jamie Rose, i posteriorment Dana Sparks) està exactament acabant l'escola. Finalment adonant-se que no obtindrà a curt termini el control sobre la terra de Chase, Angela espera per augmentar el seu imperi forçant a Lance en un matrimoni acordat amb Melissa Agretti (breument interpretat per Delores Cantú, i més tard per Ana Alicia), hereda les vinyes molt codiciades de Agretti. Maquinant Melissa s'embolica en un trio d'amor amb Lance i Cole, fins i tot casant Lance mentre està embarassada del nen de Cole .
En la segona temporada, una certa rivalitat per Angela arriba en la forma de conspiració de Richard Channing (David Selby), el fill il·legítim de l'exmarit d'Angela, Douglas Channing i la mare de Chase. Hereda la majoria de les accions del seu pare al diari familiar després de la mort de Douglas, i utilitza la seva nova riquesa i poder de buscar venjança contra ambdues Angela i Chase per sempre tractant-lo com un marginat. Richard es fica al mig cada cop i fa molts intents per prendre el control de Falcon Crest.

## Trama

### Primeres temporades
Malgrat la seva reputació de ser solament "Dallas amb raïm", Falcon Crest aviat trobà el seu propi nínxol entre els drames d'hora punta als vuitanta, ocupant el terreny neutral entre els dos extrems del gènere - Sent més glamorosa que Dallas, encara que no tant indignant i cursi com Dinastia La ubicació distintiva que mostra sobre la vall de Napa, i la sequera, el to d'humor irònic dels guions dona a la sèrie personalitat pròpia.
La rivalitat entre Angela, Chase, i Richard va quedar al nucli de la sèrie durant diverse temporades, com a més filaments d'embolics romàntics entre ells.Lance i Cole es van trobar no només atrapats en les batalles de les seves famílies pel controls de Falcon Crest, sinó que també competien per l'atenció de Melissa.
Com Dallas i Dinastia, Falcon Crest va emprar memorables melodrames al final de cada temporada per augmentar l'audiència. La temporada 1982-1983 va acabar amb la misteriosa mort trama "de novel·la policíaca" (envoltant la mort del pare de Melissa, Carlo Agretti) que va haver durant la major part de la temporada. L'assassí es va enfrentar davant del repartiment sencer, només per produir un tiroteig. Els tirs van ser disparats (i sentits des de l'exterior d'una habitació lluny de la mansió), la qual va ser descolorida a l'escena final d'un taüt que és introduït a terra, deixant l'audiència amb la incògnita de qui havia estat l'assassí.
El final de la tercera temporada el 1984 va involucrar un accident aeri transportant la majoria dels actors, amb el resultat de la mort de tres d'ells. Una explosió d'una bomba va finalitzar la quarta temporada deixant Richard i Maggie en perill, i un terratrèmol que va sacsejar tota la vall va acabar la cinquena temporada. El final de la sisena temporada va ficar a Chase, Melisa, Richard, unnouvingut Dan Fixx i al bebé de Maggie en perill d'ofegament a la bahia de San Francisco. Al final de la setena temporada, Melissa va aconseguir prendre-li finalment el control complet de Falcon Crest a Àngela,mentre Richard aparentava ser assassinat er un poderos grup anomenat "els tretse" a la sombra d'un home de negocis que se li va girar en contra.
La sèrie també freqüentment reparteix papers de convidats entre la reialesa de Hollywood; Lana Turner, Gina Lollobrigida, Cesar Romero, Robert Stack, Penya-segat Robertson, Celeste Holm, i Kim Novak apareixen a Falcon Crest. Aquest aspecte a la sèrie semblava per ser ben rebut pels productors, qui en una fase instruïen una política rotativa d'estrelles invitades. Leslie Caron, Lauren Hutton, Eddie Albert, Eve Arden, Roscoe Lee Browne, i Ursula Andress van aparences durant la temporada 1987-1988, mentre que Rod Taylor, qui es quedaria a la sèrie fins a la seva última temporada. Després que el productor Jeff Freilich va deixar la sèrie al final de la temporada de 1988, menys estrelles especials van aparèixer per augmentar l'audiència, i una d'elles és Susan Blakely en l'últim any.

### Últimes temporades
Amb les sortides d'alguns repartiments centrals, juntament amb els gustos canviants del públic a mitjans de la dècada de 1980, els índexs van començar a caure (mentre va tenir índexs per tots els primetime d'aquella època). Af inals de 1980 els índexs d'audiència als Estats Units van ser dominats per comèdies de situació i drames més realístics de crims i legalitat tals com "La llei de Los Angeles", i "En la calor de la nit". Durant la seva vuitena temporada, la revista "Soap Opera Digest" va donar a Falcon Rest el títol de "Espectacle més espatllat". A la primavera de 1989, la sèrie va acabar en el 52è lloc en els índexs. La sèrie va intentar revitalitzar-se a si mateixa mot en la forma en la que el seu rival "knots landing" havia tingut èxit, però al principi de la novena (i última) temporada el 1989, Angela, Lance, i Emma eren els únics tres personatges de l'original primera temporada que encara es mantenien en la sèrie. Durant la temporada 1989-1990, Jane Wyman es va absentar durant la major part de la temporada per problemes de salut. L'última temporada va moure's al voltant de la batalla entre Richard i el nouvingut Michael Sharper pel control de Falcon Crest.
Els executius de CBS van prendre la decisió de finalitzar Falcon Crest quan els índexs d'audiència de la novena temporada van baixar fins a la 81 posició. Desafiant les ordres dels doctors, Jane Wyman va retornar a la sèrie els últims tres episodis. Després d'alguns events traumàtics durant les nou sessions de la saga del comtat del vi, Falcon Crest va finalitzar feliçment amb un casament que va ocòrrer als voltants de la mansió. Agafant un passeig exterior, Angela va repartir un monòleg (escrit per Wyman) que va portar la sèrie a una conclusió, esmentant esdeveniments i caràcters passats, però mirant endavant al futur. L'escena final de la sèrie la mostra aixecant la seva copa sobre la terra "un tast teu, Falcon Crest, i viuràs molt de temps"

## Els Anys de la Verema
L'episodi pilot de la sèrie va ser titular Els Anys de la Verema i va ser filmat durant la primavera del 1981, però mai va ser emesa, i va presentar un elevat nombre de diferències significatives respecte a la sèrie emesa al desembre. El paper de Richard Channing era present a l'episodi pilot original, interpretat per Michael Cigne; aquest alternatiu Richard era el fill biològic d'Angela que lluitava pel domini en favor de la seva mare. El paper d'Abby Dalton, Julia, va ser anomenat Dorcas, Jane Wyman va portar una perruca grisa mentre Angela Chase i Maggie van ser interpretats per Clu Gulager i Samantha Eggar, respectivament. Emma no va ser vista, però una subtrama respecte a una dona misteriosa que plora per la seva mare mentre es tancava amb clau en una de les habitacions del pis de sobre va ser vista.
Encara que mai va ser retransmès o alliberat en DVD, El pilot d'Anys de la Verema va estar disponible per descarregar-se en el servei de video sota demanda In2TV de AOL (American On Line).

## Entre bastidors
Els productors de Lorimar que buscaven una ubicació per usar com a rerefons principal per a la sèrie es van decidir pel celler Spring Mountain, un celler situat a Santa Elena, a la vall Californiana de Napa. Aquest lloc va albergar el 1884 la mansió victoriana "Vil·la Miravalle", l'exterior de la qual ser usada com a mansió de Falcon Crest on Angela va viure amb les seves filles, Julia i Emma, i el seu net, Lance, així com el celler que només hi havia estat construït a mitjans dels anys setanta. Com un empat, el celler Spring Mountain també va produir el vi de "Falcon Crest" durant l'emissió de la sèrie.
Barbara Stanwyck hi havia estat considerada pel paper d'Angela Channing, però el va rebutjar. Llavors el paper va anar a l'amic de Sanwycks, Jane Wyman.

## Possible retransmissió
Seguint el rellançament de Dallas el 2012, les estrelles de Falcon Crest van ser apropades van ser apropades sobre l'aparició d'un reinici de la sèrie. Es va proposar que les sèries se centrarien en els papers de Williams Moses com a Cole Gioberti i David Selby com a Richard Channing. Tanmateix, plans per un reinici mai va ser fructifer.

## Música
La música de Falcon Crest va ser composta per Bill Conti, qui també va ser el compositor dels temes de Dinastia, El Colbys, i Cagney & Lacey. Diverses variacions del tema principal li van ser encarregades a través del funcionament de la sèrie, pensant que la majoria de les diferències d'aquests temes durant les nou temporades van ser fetes en un estil molt sintètic de la nova era pel músic Patrick O'Hearn.

## Llançaments en DVD
Els drets a la sèrie van ser conservats per Warner Bros. (Successor en interessos a l'empresa de producció original Lorimar). La primera temporada va ser llançada en DVD en diversos països europeus entre l'abril i el maig del 2009, i la segona temporada va ser llançada des de l'octubre 2009 en endavant, un altre cop en diversos països europeus.
Warner Bros. va llançar les primeres tres temporades en DVD en la regió 1. Les temporades 2 i 3 van ser llançades pel Warner Archive collection com a llançaments de fabricació sota demanda. La temporada 3 va ser llançada el 28 de maig del 2013.